# Teddybeer (Opus II)
Ik wil 't niet pikken (Philips) är en nederländsk singel av Cornelis Vreeswijk släppt 1974.
- A-sida: Ik wil 't niet pikken
- B-sida: Teddybeer (Opus II)